# I Barkleys di Broadway
I Barkleys di Broadway (The Barkleys of Broadway) è un film del 1949 diretto da Charles Walters.

## Trama
I coniugi ballerini Josh e Dinah Barkley riscuotono grande successo in teatro come protagonisti di una rivista. La coppia entra in crisi quando Dinah - osteggiata dal marito - vuole cimentarsi anche in ruoli drammatici. La donna lo lascerà per lavorare con un regista francese che si è innamorato di lei.

## Produzione
Il film, uno dei famosi musical della MGM prodotti da Arthur Freed, avrebbe dovuto vedere nuovamente insieme Fred Astaire e Judy Garland, dopo il successo di Ti amavo senza saperlo (1948), ma l'abuso di farmaci aveva minato la salute dell'attrice che fu costretta ad abbandonare il progetto. Lo stesso Astaire propose, come sostituita, la sua storica partner, Ginger Rogers. Questo sarebbe stato il film conclusivo della celebre coppia cinematografica (e l'unico girato a colori).
Le coreografie furono curate, oltre che dallo stesso Fred Astaire, da Robert Alton e di Hermes Pan, con Alex Romero come assistente.

## Distribuzione
Distribuito dalla Metro-Goldwyn-Mayer (MGM), il film fu presentato in prima a New York il 4 maggio 1949.